# アデル・エネル
アデル・エネル（Adèle Haenel、1989年2月11日 - ）は、フランスの女優。身長176cm。
デビューから順調に実績を重ね、2010年代には各映画賞ノミネートの常連になり、2014年にはセザール賞「主演女優賞」を獲得している。

## プロフィール
父はオーストリア人の翻訳家、母は教師である · 。13歳の頃、セーヌ＝サン＝ドニ県モントルイユ にある演劇クラスに通う。
2002年『クロエの棲む夢』のヒロイン役を獲得し、デビューすると共に、フランス映画祭上映ゲストとして監督のクリストフ・ルッジア、共演のヴァンサン・ロティエと共に来日。当時の日本語表記はアデル・ヘネルだった。
2007年、セリーヌ・シアマ (Céline Sciamma)監督の映画デビュー作品である『水の中のつぼみ』におけるフロリアーヌ役により、2008年度「セザール賞」有望若手女優賞にノミネートされ、広く知られるようになった。
2009年、映画『Dechainées』のルーシー役でジュネーブのCinéma Tous Ecransフェスティバルにて女優賞を受賞。
2012年、ベルトラン・ボネロ (Bertrand Bonello)監督の映画『メゾン ある娼館の記憶』でヨーロッパ・フィルム・プロモーションのシューティングスター・アワードをベルリンにて受賞、そして、再びセザール賞有望若手女優賞にノミネートされた。
その後、2013年の映画『スザンヌ』でセザール賞助演女優賞、2014年の映画『ミリタリーな彼女』でセザール賞主演女優賞をそれぞれ受賞した。助演女優賞受賞のスピーチでは、セリーヌ・シアマと交際中であることを明かした。二人は『燃ゆる女の肖像』作成開始前の2018年に破局した。
2019年、映画デビュー作となった『クロエの棲む夢』の監督クリストフ・ルッジアから、3年に渡ってセクシャルハラスメントを受けていたことを告発した。エネルはインタビューで告発に踏み切った理由を「個人的なリベンジが目的ではなく、業界全体の意識を変えたいため」「同じような被害に遭った人々を勇気づけたいため」であると語っている。これによりエネルはフランスにおける＃MeToo運動の先駆けと見做されている。ルッジアは性的暴行の容疑を一貫して否認したが、2025年2月3日にフランス・パリの裁判所において禁錮4年の有罪判決が下され、そのうち2年間は電子ブレスレットを装着することで監視され、残りの2年間は執行猶予となった。
2020年2月28日、第45回セザール賞で当時13歳のサマンサ・ゲイマーを強姦した罪で有罪判決を受けたロマン・ポランスキーが『オフィサー・アンド・スパイ』で監督賞を受賞したことを受け、自身も主演女優賞でノミネートを受けていた『燃ゆる女の肖像』の監督のセリーヌ・シアマと、共演者のノエミ・メルランと共に、抗議の意味を込め授賞式から退場した。エネルは退場する際、拳を突き上げ「恥を知れ！(La honte!)」と叫び、会場のロビーで拍手しながら皮肉を込めて「ペドフェリア万歳！(Bravo la pédophilie!)」と叫んだ。
2022年5月、ドイツ誌FAQのインタビューにて映画界からの引退を表明した。引退の理由を「政治的な理由です。映画産業は、絶対的に保守的で、人種差別的で、家父長制的であるから。内側から変えたいと思っていたけれど、MeToo運動や女性の問題、人種差別に関して、映画界は非常に問題がある。もうその一員になりたくない」と語っており、今後は当面舞台を中心に活動するとしている。

## フィルモグラフィ
- 2002: クロエの棲む夢 Les Diables (フランス映画祭上映)
- 2007: 水の中のつぼみ Naissance des pieuvres
- 2007: Solitude
- 2007: Le Bel Esprit
- 2009: Déchaînées
- 2010: Adieu Molitor
- 2011: メゾン ある娼館の記憶 L'Apollonide - Souvenirs de la maison closee
- 2011: Après le sud
- 2011: En ville
- 2011: 詩人、愛の告白 Confession d'un enfant du siècle (WOWOWでBS放映後、DVD発売)
- 2012: Folks
- 2012: アリーヤ Alyah TV5MONDEで放映
- 2012: 黒いスーツを着た男 Trois mondes
- 2013:  スザンヌ Suzanne フランス映画祭上映後、TV5MONDEで放映
- 2014: ミリタリーな彼女 Les Combattants TV5MONDEで放映
- 2014: ニースの疑惑 カジノ令嬢失踪事件 (愛しすぎた男 37年の疑惑) L'Homme qu'on aimait trop (WOWOWでBS放映)
- 2015: The Forbidden Room
- 2016: 午後8時の訪問者 La fille inconnue[12]
- 2016: ブルーム・オブ・イエスタディ Die Blumen von gestern
- 2017: BPM ビート・パー・ミニット 120 battements par minute
- 2018: トラブル・ウィズ・ユー En liberté !
- 2019: 燃ゆる女の肖像 Portrait de la jeune fille en feu
- 2019: ディアスキン 鹿革の殺人鬼 Deerskin